# Walter de Souza Goulart
Walter de Souza Goulart (* 17. Juli 1912 in Rio de Janeiro; † 13. November 1951 ebenda) war ein brasilianischer Fußballnationaltorhüter.

## Karriere
Walter spielte für verschiedene Klubs in Brasilien. Für die Fußballnationalmannschaft von Brasilien bestritt er drei Länderspiele bei der Fußball-Weltmeisterschaft 1938.
Eine Besonderheit war ein Strafstoß im Halbfinale der Fußballweltmeisterschaft 1938. Als der Schütze Italiens Giuseppe Meazza zum Strafstoß antrat, riss das Gummi seiner Hose. Er hielt im Zuge der Ausführung des Elfmeters seine Hose mit der linken Hand fest. Walter war daraufhin so verwirrt, dass er gar nicht reagierte.

## Erfolge
América
- Staatsmeisterschaft von Rio de Janeiro: 1935

Flamengo
- Staatsmeisterschaft von Rio de Janeiro: 1939